# 杉田峰康
杉田 峰康（すぎた みねやす、1933年 - ）は、日本の臨床心理学者。臨床心理士。交流分析の第一人者。福岡県立大学人間社会学部（人間形成学科）教授を経て、同大学名誉教授。日本交流分析学会理事長を務める。

## 経歴
東京生まれ。1958年米国G．V．ルーテル大学卒業（キリスト教学）、1960年米国コンコルディア大学卒業（専攻：心理学・ケースワーク）、1962年米国イリノイ大学大学院修士課程修了（専攻：心理学・カウンセリング・ケースワーク）。以降帰国までイリノイ大学付属病院にて精神療法を研修。
1963年九州大学医学部心療内科助手、1971年講師、1983年活水女子大学教授、1994年福岡県立大学人間社会学部（人間形成学科）教授、2001年退官、名誉教授、九州ルーテル学院大学教授、人文学研究科長。

## 著書
- 『交流分析と心身症：臨床家のための精神分析的療法』医歯薬出版、1973
- 『こんな子供に誰がした 間違いだらけのしつけ』潮文社　1976
- 『人生ドラマの自己分析：交流分析の実際』創元社、1976
- 『相手を自分のものにする知的話術 エゴコントロール法の公開』青春出版社プレイブックス、1981　
  - 『人に好かれる話し方心理学 相手の心をつかむ自己分析・エゴグラムの方法』青春文庫
- 『こじれる人間関係 ドラマ的交流の分析』創元社　1983
- 『講座サイコセラピー第8巻　交流分析』日本文化科学社、1985
- 『教育カウンセリングと交流分析』チーム医療、1988
- 『交流分析のすすめ：人間関係に悩むあなたへ』日本文化科学社、1990
- 『医師・ナースのための臨床交流分析入門』医歯薬出版、1990
- 『カウンセリングのすすめ方』チーム医療　1993
- 『人間関係のゆがみ 心身症への全人的アプローチ』朱鷺書房　1995
- 『交流分析の基礎知識TA用語100』チーム医療　1996
- 『ゲーム分析』チーム医療　1996
- 『わたしってどんな人?』だれにも聞けないなやみ相談の本　学習研究社、1997
- 『ナースのための交流分析入門』真興交易医書出版部　1998
- 『新しい交流分析の実際：TA・ゲシュタルト療法の試み』創元社　2000
- 『肝心なときにいつも失敗する人たち』PHPエディターズ・グループ 2000
- 『人を育てる「愛のストローク」 無条件のふれあいで子どもは変わる』モラロジー研究所 生涯学習ブックレット 2002
- 『あなたが演じるゲームと脚本：交流分析で探る心のうら・おもて』チーム医療　2004
- 『ワンダフル・カウンセラー・イエス：福音と交流分析』一麦出版社　2005

## 共著
- 『セルフ・コントロール 交流分析の実際』池見酉次郎共著　創元新書 1974
- 『わかりやすい交流分析』中村和子共著　チーム医療　1984
- 横山好治共著『生徒のこころ・教師の心－教育現場と交流分析』チーム医療　1986
- 『ふれあいの心理学』桂戴作共著　チーム医療　1986
- 国谷誠朗共著『脚本分析』チーム医療　1991
- 『よりよい看護と患者心理 患者さんとどう接するか』白井幸子共著　チーム医療　1997
- 『人生を変える交流分析』池見酉次郎,新里里春共著　創元社、2001

## 翻訳
- アイブス・ヘンドリック『フロイド心理学入門』前田重治共訳　岩崎学術出版社、岩崎学術双書 1975
- ジョセフ・ウォルティス『フロイト体験 ある精神科医の分析の記録』遠矢尋樹訳　岩崎学術出版社、1989
- ヴェーラ・パイファー『積極思考の心理学』創元社　1995

## 所属学会
- 日本精神分析学会運営委員（1973年-1990年）
- 日本心身医学会功労会員
- 国際心身医学会会員
- 日本交流分析学会理事長